# Мартина Лукасик
Мартина Лукасік (пол. Martyna Łukasik; 26 листопада 1999, Гданськ, Поморське воєводство, Польща) — польська волейболістка. Учасниця Олімпійських ігор у Парижі і бронзова медалістка Ліги націй. Переможниця клубного чемпіонату світу.

## Клуби
| Роки      | Команди                    |
| --------- | -------------------------- |
| 2016–2017 | «Атом Трефль» (Сопот)      |
| 2017–2018 | «Трефль Проксима» (Краків) |
| 2018–2024 | «Хемік» (Полиці)           |
| 2024–2025 | «Імоко» (Конельяно)        |
| 2025–     | «Галатасарай» (Стамбул)    |

## Досягнення
Ліга націй
- Третє місце (3): 2023, 2024, 2025

Клубний чемпіонат світу
- Перше місце (1): 2024

Ліга чемпіонів ЄКВ
- Перше місце (1): 2025

Чемпіонат Польщі
- Перше місце (4): 2020, 2021, 2022, 2024

Кубок Польщі
- Перше місце (4): 2019, 2020, 2021, 2023

Суперкубок Польщі
- Перше місце (2): 2019, 2023

Чемпіонат Італії
- Перше місце (1): 2025

Кубок Італії
- Перше місце (1): 2025

Суперкубок Італії
- Перше місце (1): 2024

## Статистика
Статистика виступів на літніх Олімпійських іграх:
| Рік    | Турнір           | Ігри | Сети | Очки | Ср.  | Місце | Примітки |
| ------ | ---------------- | ---- | ---- | ---- | ---- | ----- | -------- |
| 2024   | Олімпійські ігри | 4    | 12   | 33   | 2,75 |       |          |
| Всього |                  |      |      |      |      |       |          |